# Mauritius-Mastino-Fledermaus
Die Mauritius-Mastino-Fledermaus (Mormopterus acetabulosus) ist ein auf Mauritius endemisches Fledertier in der Familie der Bulldoggfledermäuse. Da das Typusexemplar im Muséum national d’histoire naturelle in Paris nicht mehr aufgefunden werden konnte, wurde im Jahr 2008 ein Präparat aus dem Field Museum of Natural History in Chicago als Neotyp festgelegt. Spätere tauchte eine Zeichnung aus der Originalbeschreibung auf, mit der ein Neotyp nicht unbedingt notwendig wäre. Die Réunion-Mastino-Fledermaus (Mormopterus francoismoutoui) galt bis 2008 als Population dieser Art. Funde in Südafrika waren vermutlich Exemplare, die sich verirrt hatten.

## Merkmale
Bei dieser Art sind die Kopf-Rumpf-Länge mit 49 bis 52 mm und die Schwanzlänge von 43 bis 50 mm fast identisch. Es kommen 6 bis 7 mm lange Hinterfüße, Ohren von 15 bis 18 mm Länge und ein Gewicht von 6 bis 8,2 g vor. Typisch ist ein abgeflachter Kopf, fehlende Muster im Gesicht und ein Schwanz dessen Spitze deutlich aus der Schwanzflughaut herausragt. Die dunkelbraune Farbe des kurzen Fells wird zur Unterseite hin leicht heller. Weitere Kennzeichen sind annähernd dreieckige Ohren mit gebogenen Spitzen, ein kleiner Tragus und dunkelbraune Flughäute. Auf der gefalteten Oberlippe befinden sich weniges borstige Haare und viele weiche Haare. Im Gegensatz zu Weibchen besitzen Männchen eine Drüse auf der Kehle. Die Zahnformel lautet I 1/3, C 1/1, P 1/2, M 3/3, was 30 Zähne im Gebiss ergibt.

## Verbreitung und Lebensweise
Diese Fledermaus kommt in allen Bereichen der Insel vor. Sie lebt in Wäldern, Buschländern und Landwirtschaftsgebieten. Die nachtaktive Mauritius-Mastino-Fledermaus ruht am Tage in Lavatunneln und größeren Höhlen. Die Kolonien können bis etwa 10.000 Mitglieder haben. Andere Aspekte des Verhaltens entsprechen vermutlich anderen Gattungsvertretern.

## Gefährdung
Der Bestand ist hauptsächlich durch Störungen im Versteck bedroht. Manchmal werden schützende Gitter vor den Eingängen entfernt. Laut Schätzungen nahm die Gesamtpopulation in den 12 Jahren (drei Generationen) vor 2016 mit 67 Prozent ab. Die IUCN listet die Art als stark gefährdet (endangered).